# Josep Enric Rabassa i Llompart
Josep Enric Rabassa i Llompart (Barcelona, 19 d'abril de 1920 - 19 de desembre de 1980) va ser un entrenador català que va entrenar al Futbol Club Barcelona al final de la temporada 1959-60 en ser cessat Helenio Herrera després de ser aquest eliminat de la Copa d'Europa, tot i haver guanyat la lliga. Es dona la circumstància que en aquest breu període es va jugar la volta de la final de la Copa de Fires guanyant-se el partit per 4-1 (l'anada, entrenada per Herrera va acabar amb empat a zero) amb el qual aquest títol s'adjudica a Enric Rabassa.
La temporada següent, el club va decidir substituir Rabassa pel tècnic serbi Ljubiša Broćić.
També va entrenar en primera divisió al Tenerife i al Deportivo de La Corunya.

## Estadístiques amb el FC Barcelona
Debut com a entrenador: 01-05-1960 (*Ferrol 1-3 Barcelona, Copa d'Espanya)
- Partits dirigits: 6
- Partits guanyats: 5
- Partits empatats: 0
- Partits perduts: 1

## Palmarès amb el FC Barcelona
- Copa de les Ciutats en Fires 1958-60